# Montague (Fahrradmarke)
Die Montague Corporation ist ein US-amerikanisches Unternehmen, das ausschließlich „Full-Size“-Faltfahrräder entwickelt, herstellt und verkauft. Zur Produktpalette gehören Straßenfahrräder und Mountainbikes in verschiedenen Ausstattungs- und Größenvarianten sowie ein Pedelec. Der Hauptsitz des Unternehmens befindet sich in Cambridge (Massachusetts).

## Geschichte

### Gründung

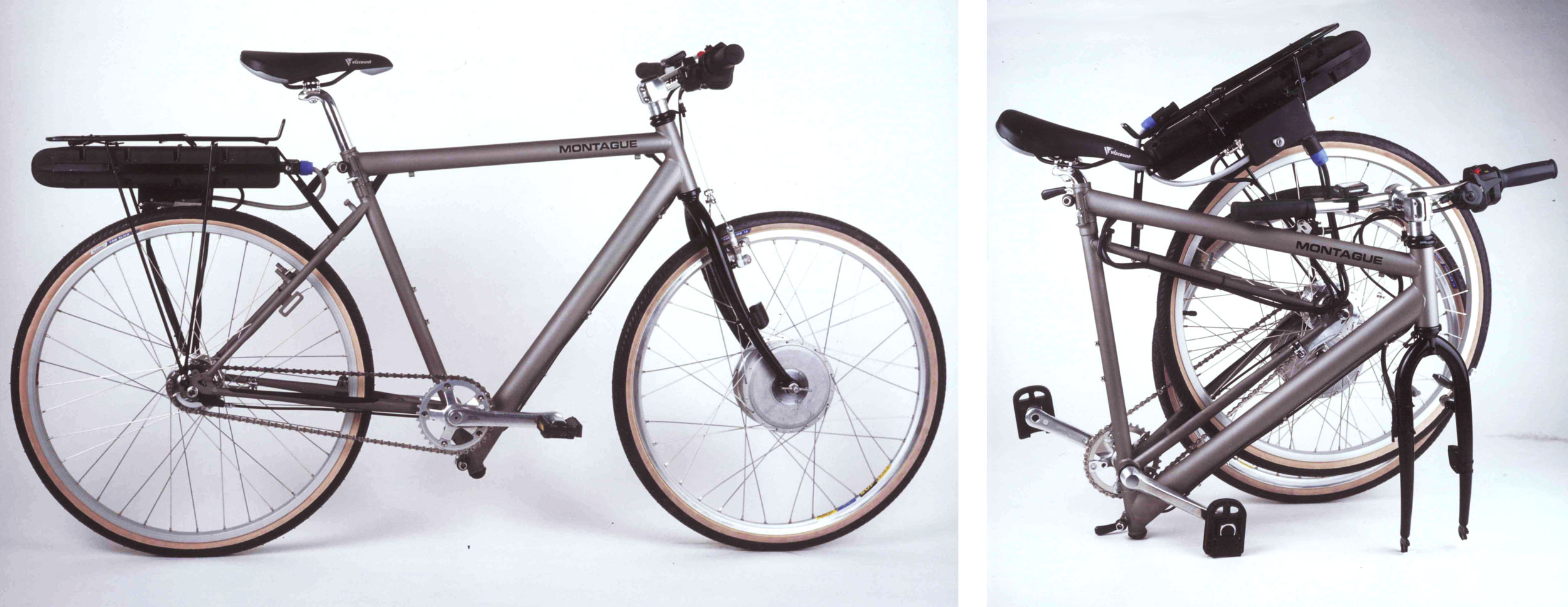
Montague Electric Biframe. Faltbares Pedelec aus den frühen 1990ern.

Die Montague Corporation wurde 1987 von Harry Montague und seinem Sohn David in Massachusetts gegründet. Bereits in den frühen 1980er Jahren hatte der in Washington ansässige Architekt Harry Montague damit begonnen, ein „Full-Size“-Faltrad zu entwerfen, das für seine Körpergröße von 1,80 m geeignet sein sollte; 1984 hatte er einen Prototyp fertiggestellt. Das Biframe (Eigenbezeichnung BiFrame) verwendete das Concentrus-System, das die beiden Rahmenteile mit konzentrischen, ineinander verschachtelten Sitzrohren verbindet. Montague erhielt 1984 ein Patent auf das Fahrraddesign und den Faltmechanismus. Im Rahmen seiner Abschlussarbeit am Massachusetts Institute of Technology (MIT) verwendete David Montague das Faltfahrrad seines Vaters als Modell für ein unternehmerisches Projekt. Sein Professor vermittelte ihm externe Investoren, so dass die Montagues mit einem Startkapital von 300.000 Dollar ihr Faltradunternehmen gründen konnten.

## Produkte

### Rahmengestaltung und Faltmechanismus
Den meisten Montague-Fahrrädern gemein ist das Concentrus-System. Der Rahmen wird um das konzentrische, zweiteilige Sitzrohr gefaltet und nicht an einem Faltscharnier am Rahmen wie bei vielen anderen Faltfahrrädern. Dadurch, dass der Rahmen nicht geteilt wird, wird eine höhere Stabilität erreicht. Zum Falten wird das vordere Laufrad mittels Schnellspanner ausgebaut. Bei den frühen Biframe-Modellen mit einem Diamantrahmen wird der Hinterbau in das vordere Rahmendreieick geschwenkt. Dieser Faltmechanismus bedingt einen, besonders für große Fahrer ergonomisch ungünstigen, flachen Sitzrohrwinkel, damit die Rahmenteile ineinander passen.

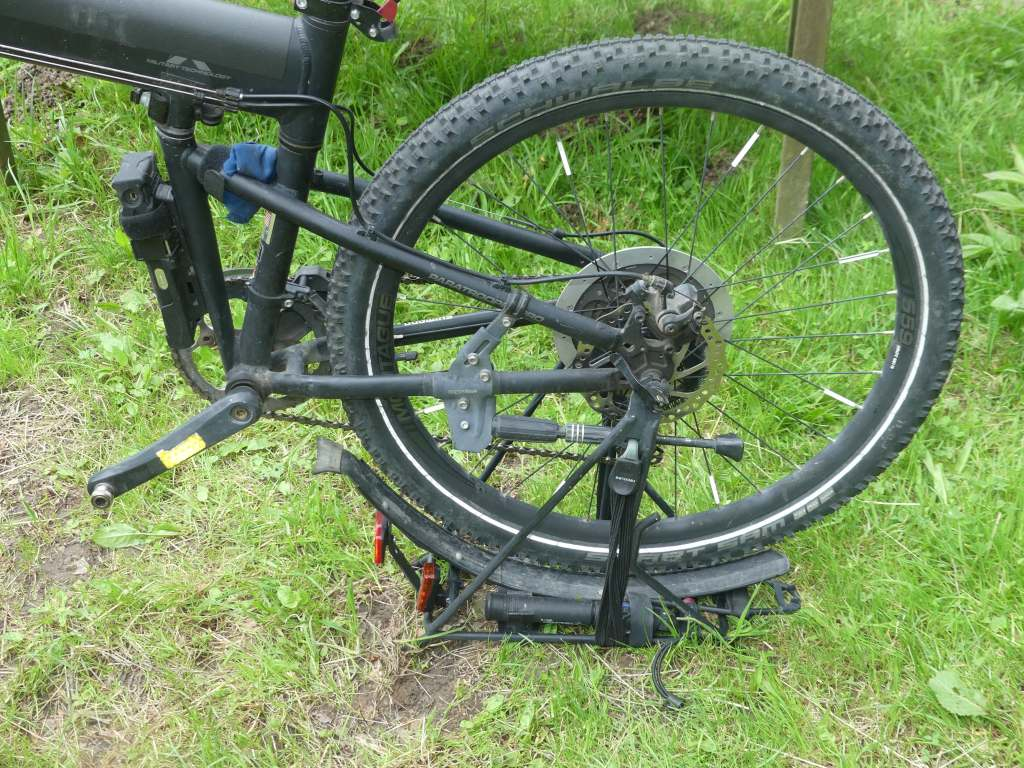
Der als Ständer verwendbare Gepäckträger Rackstand

Die neueren Modelle ab Paratrooper haben kein Unterrohr mehr, sondern ein Hauptrohr bzw. ein doppeltes Oberrohr, das einen steileren Sitzrohrwinkel ermöglicht, ohne den Faltvorgang zu behindern. In Fahrstellung wird der Faltrahmen arretiert, ursprünglich mit einer zweiteiligen Arretierung (Klemmung und Sicherheitsriegel), bei neueren Modellen mit einer  einteiligen Arretierung (Directconnect).
Das aktuelle Pedelec M-E1 (seit 2022) weicht von dem Concentrus-System ab und hat ein Faltscharnier im Hauptrahmen. Es ist das erste Modell, das im gefalteten Zustand auf seinen parallelen Laufrädern gerollt werden kann.
Einige Fahrradmodelle sind mit einem werkzeuglos höhenverstellbaren Lenkervorbau ausgestattet. Das achteckige Profil macht den Vorbau auch im entriegelten Zustand verdrehsicher. Der Gepäckträger Rackstand kann entriegelt, heruntergeklappt und als Ständer verwendet werden.

### Das Biframe-Design und die BMW-Kooperation

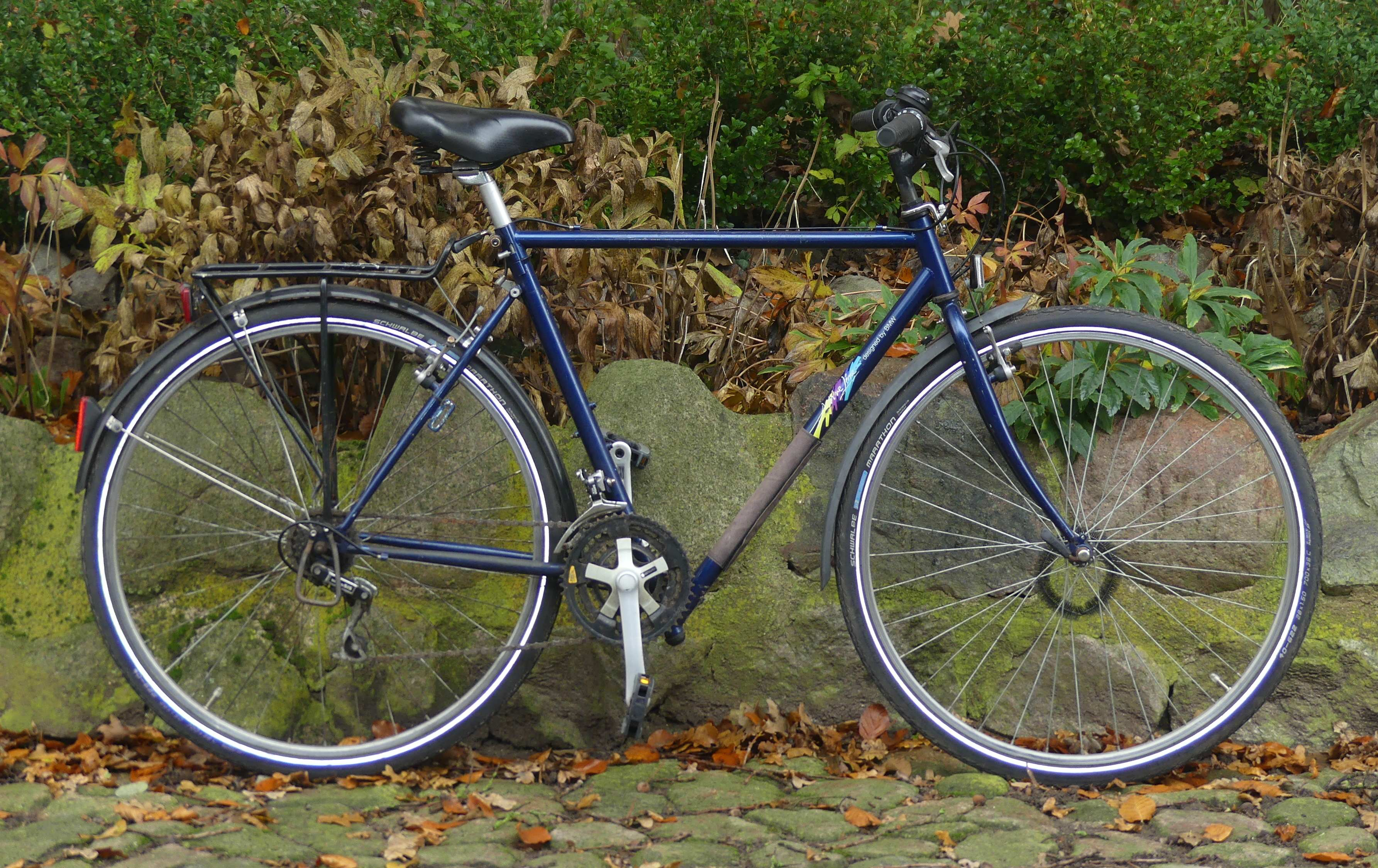
Montague Biframe BMW-Edition Active Line

Montague begann 1988 den Verkauf auf dem US-Markt. In Kanada, Europa, Japan sowie in Großbritannien wurden die Fahrräder über einen Marketingvertrag mit der Raleigh Cycle Company vertreiben. In den frühen 1990er Jahren verkaufte Montague weltweit etwa 2000 Fahrräder pro Jahr (2011: 40.000 Stück).
Bei deren Produktion arbeitete Montague eng mit der Schwinn Bicycle Company zusammen und 1991 kam das Schwinn Montague M1000 auf den Markt, das über Schwinn-Händler vertrieben wurde.
Ab 1992 produzierte Montague in Partnerschaft mit BMW eine Serie von faltbaren Mountainbikes. Der Verkauf startete in Deutschland, ab 1994 wurden die Fahrräder über amerikanische BMW-Händler vertrieben. Das Montague Biframe wurde als offizielles Mountainbike für die Olympische Sommerspiele 1996 in Atlanta, Georgia ausgewählt.
Das Technik-Magazin Popular Mechanics zeichnete Montague mit einem Design & Engineering Award für das Design des BMW Olympic Games Mountainbike aus.
In den 1990ern wurden weitere Faltradmodelle entwickelt, darunter das Triframe, ein faltbares Tandem.

### Das Fallschirmspringer-Fahrrad und die Nachfolger

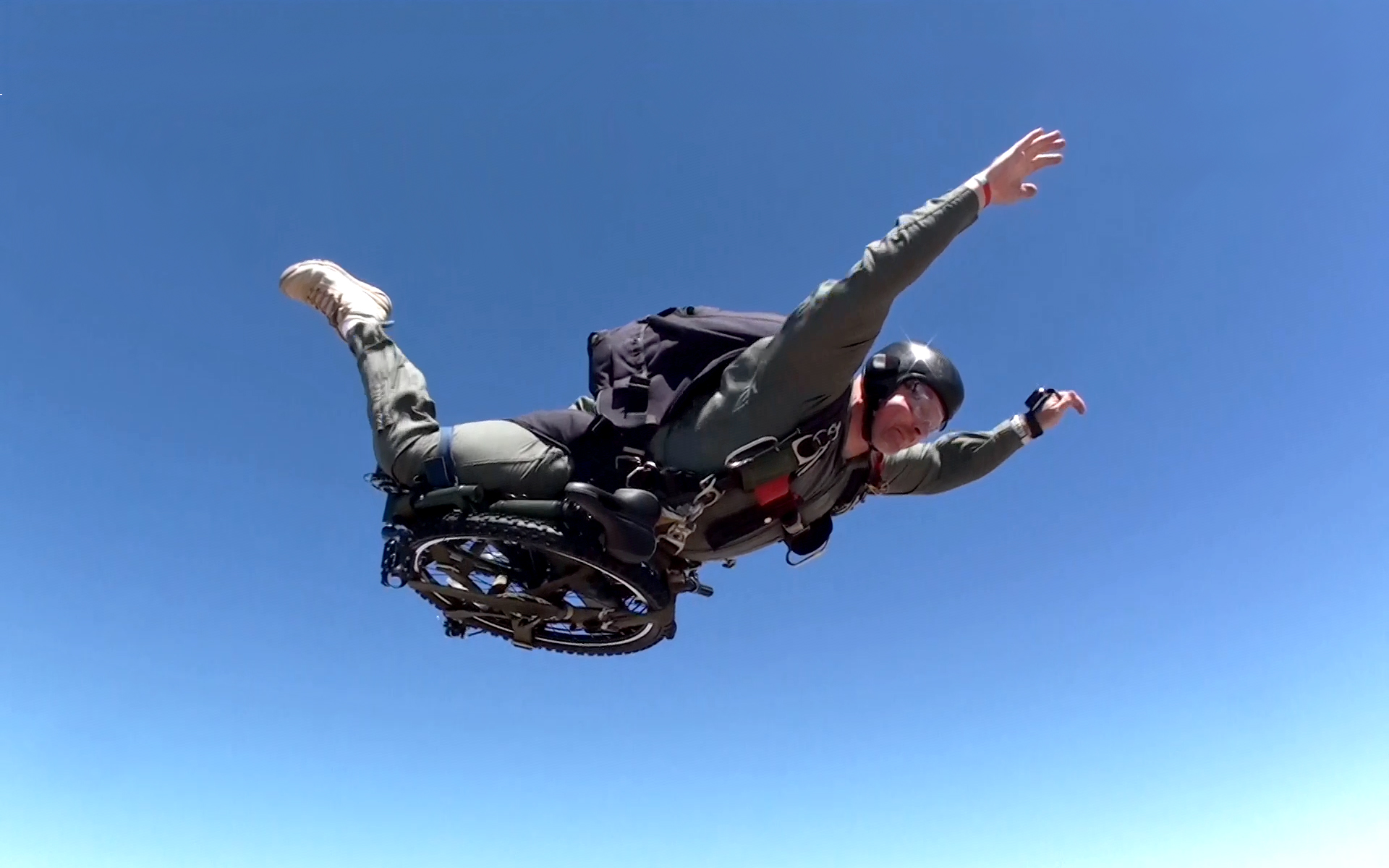
Fallschirmspringer mit einem Montague Paratrooper

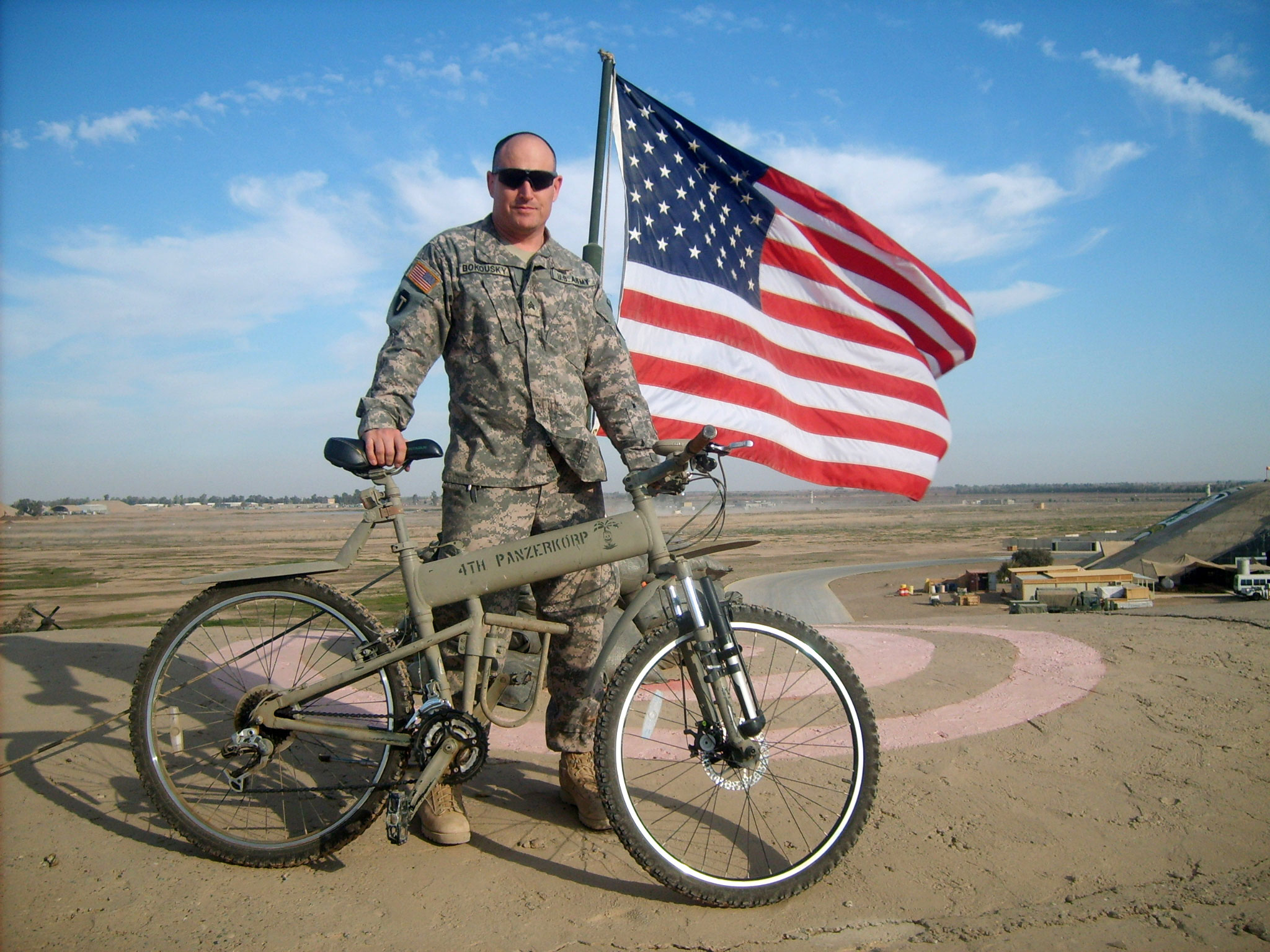
Montague Paratrooper Faltrad in Afghanistan

1997 gewährte die Defense Advanced Research Projects Agency (DARPA, dt. etwa „Behörde für Forschungsprojekte der Verteidigung“) Montague einen zweijährigen Zuschuss, um ein robustes, elektrisches und faltbares Mountainbike für Fallschirmspringer (engl. Paratrooper) zu entwickeln. Montague entwickelte das Tactical Electric No Signature (TENS) Mountainbike mit elektrischer Unterstützung. Das Fahrrad war durch Radar oder Wärmebildkameras kaum zu detektieren und sehr leise im Betrieb. Die Fahrräder, deren Rahmendesign X-Frame genannt wurde, kamen im Irak und Afghanistan zum Einsatz. Die ersten zivilen Fahrräder mit dem neuen Rahmen-Design (die sogenannte X-Serie) wurden in den späten 1990er und frühen 2000er Jahren eingeführt. Die ersten beiden X-Series-Fahrräder waren das CX Comfort und das MX Mountain. 2001 brachte das Unternehmen das Paratrooper als zivile Version ohne E-Antrieb auf den Markt.
In den frühen 2000ern entwickelte Montague das Hummer Tactical Mountain Bike für die Hummer-Serie von General Motors (GM) und vertrieb dieses über GM-Händler.

### 2010 bis heute (2024)
Bis ins Jahr 2010 und darüber hinaus entwickelte das Unternehmen Straßenfahrräder weiter. Die Straßenversionen waren die ersten Montague-Räder mit 700c-Laufrädern (28", 622 nach ETRTO) und dem neuen Doppeloberrohr-Design.
Im Jahr 2015 half Montague bei der Einführung des „Park & Pedal“-Programms in der Region Boston. Es ermutigt Pendler, einen Teil des Weges zur Arbeit mit dem Auto zu fahren, auf einem von mehreren ausgewiesenen Parkplätzen außerhalb des Stadtzentrums zu parken und den Rest des Weges mit dem Fahrrad zu fahren. Die Idee wurde ursprünglich von David Montague entwickelt und in Zusammenarbeit mit dem Massachusetts Department of Conservation and Recreation und dem Executive Office of Energy and Environmental Affairs umgesetzt. Im Jahr 2016 wurde die Initiative auf weitere Orte im Großraum Boston ausgeweitet.

## Galerie

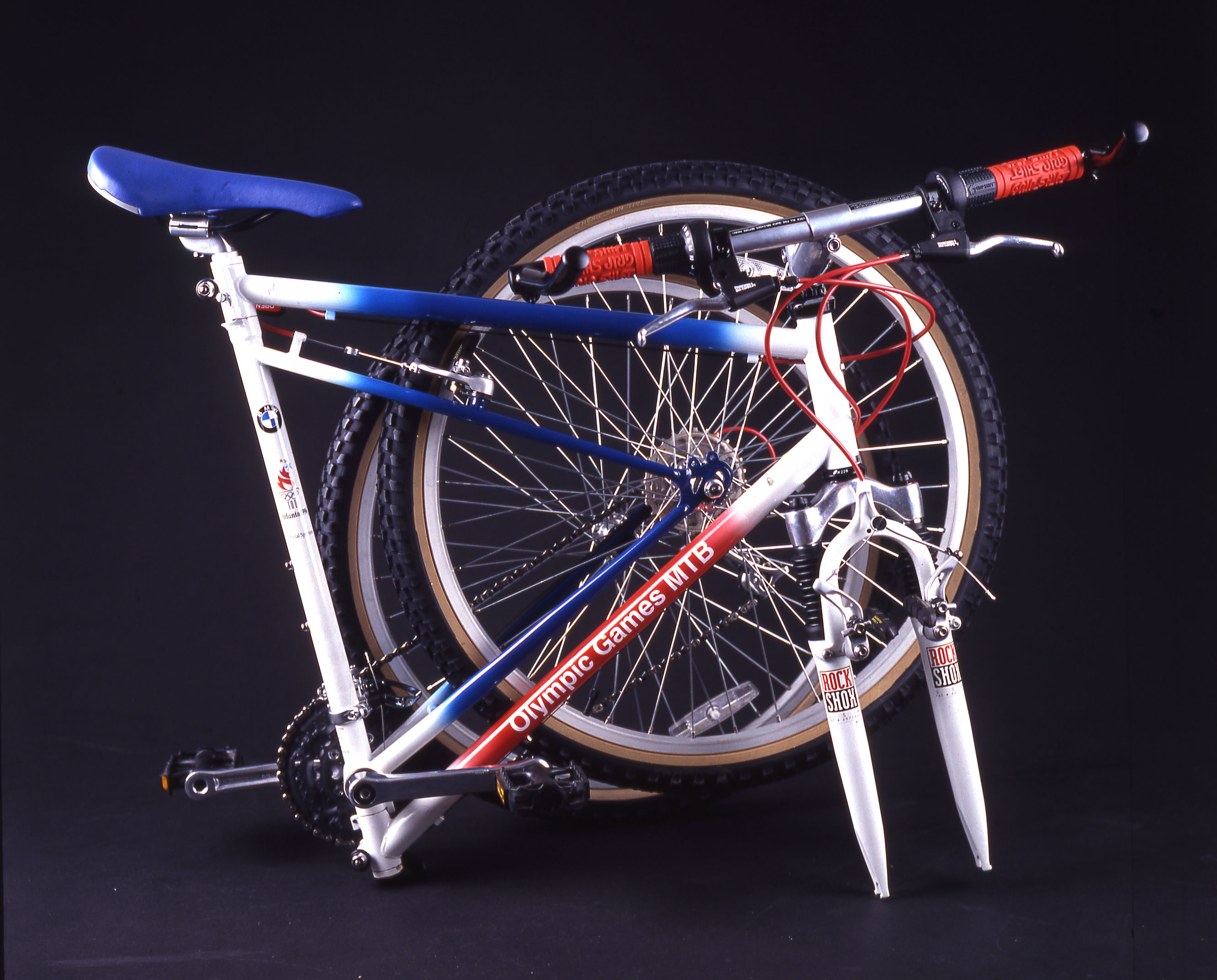
Montague BMW Olympic Bike von 1996
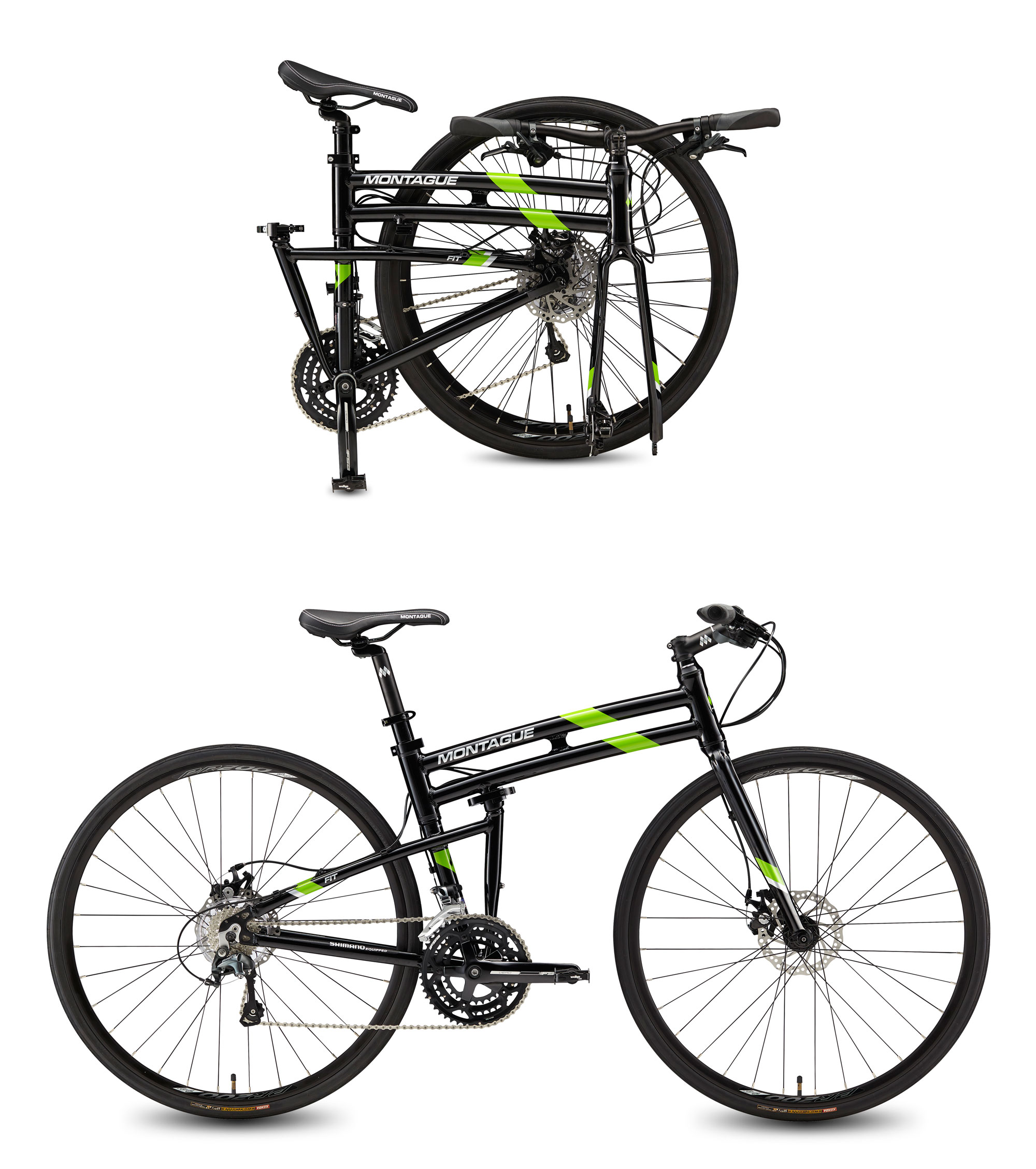
Montague FIT gefaltet und fahrbereit
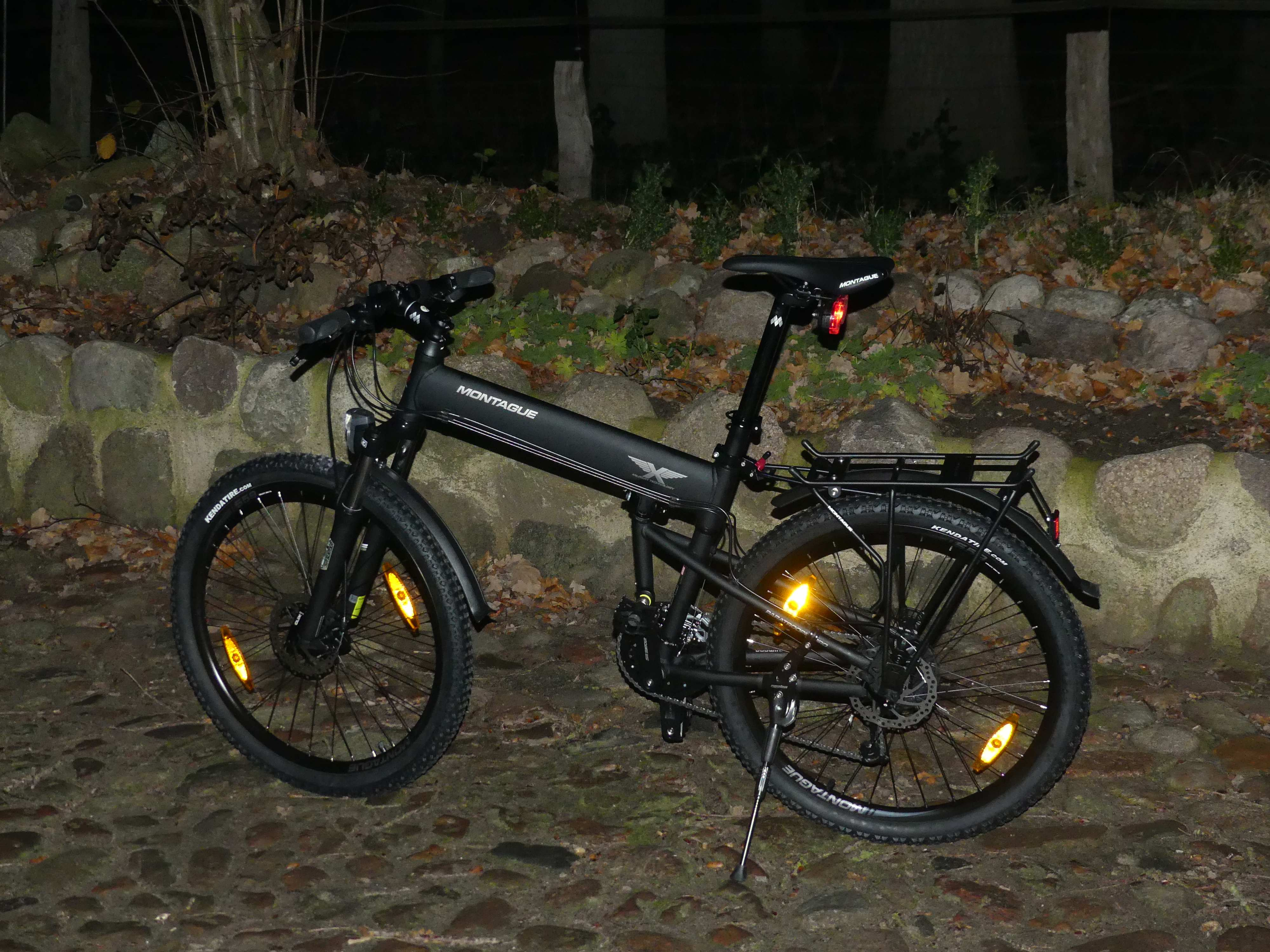
Die zivile Version des Paratrooper: Paratrooper Pro
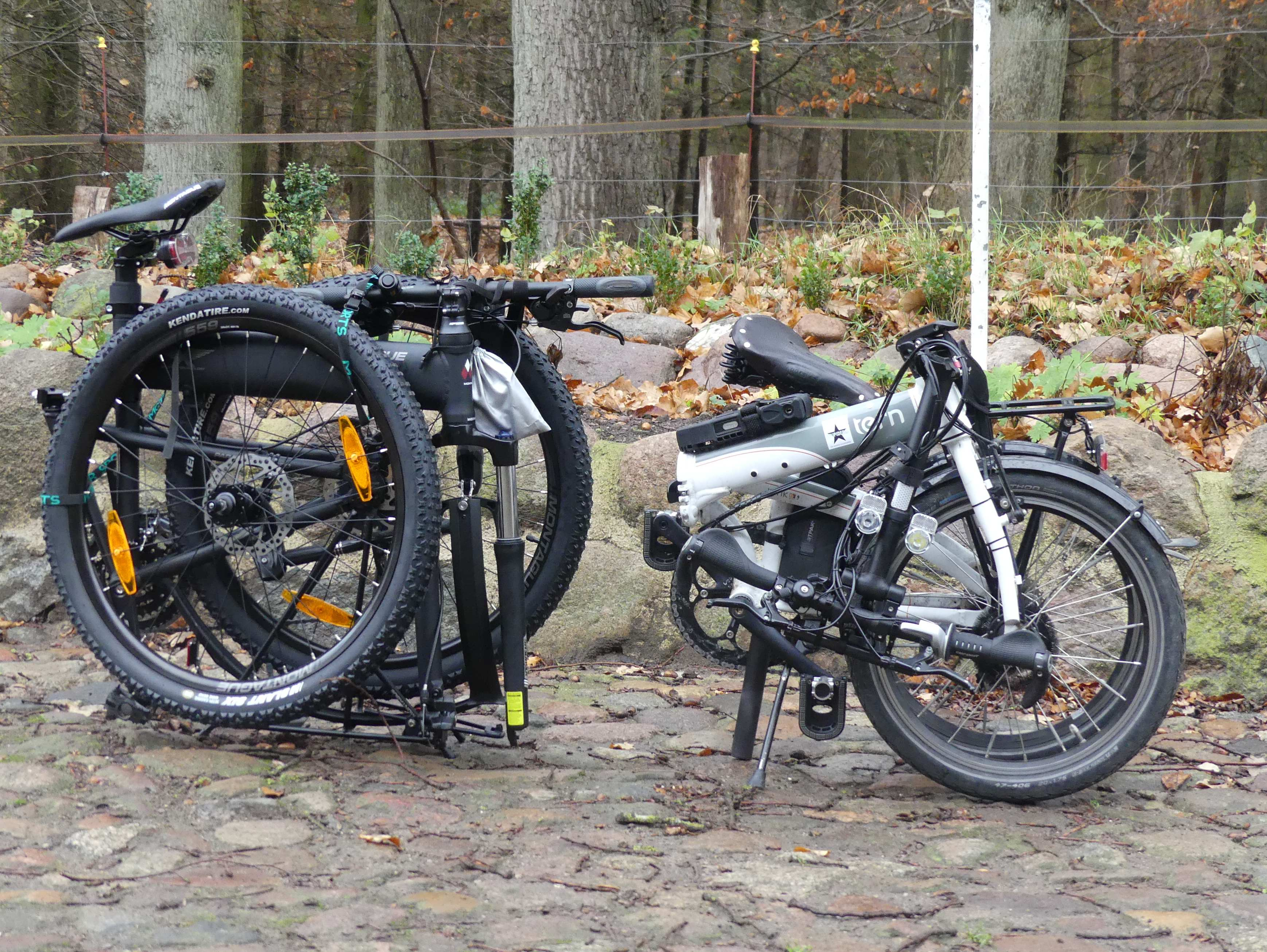
Größenvergleich: Montague Paratrooper Pro (26") und Tern Link D8 (20") jeweils gefaltet
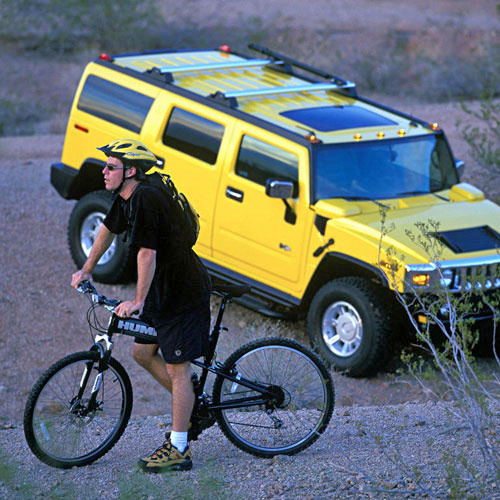
Montague Hummer Bike neben einem Hummer H2
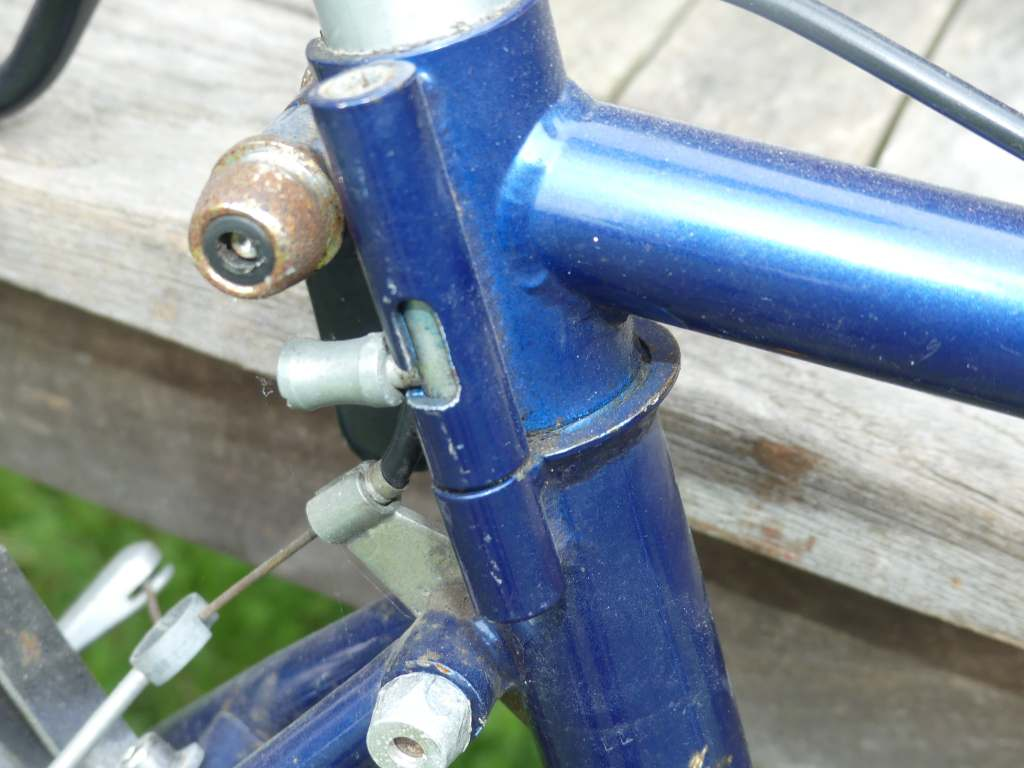
Der obere Sicherheitsriegel an einem Biframe, nicht im Bild: ein Schnellspanner zur Klemmung
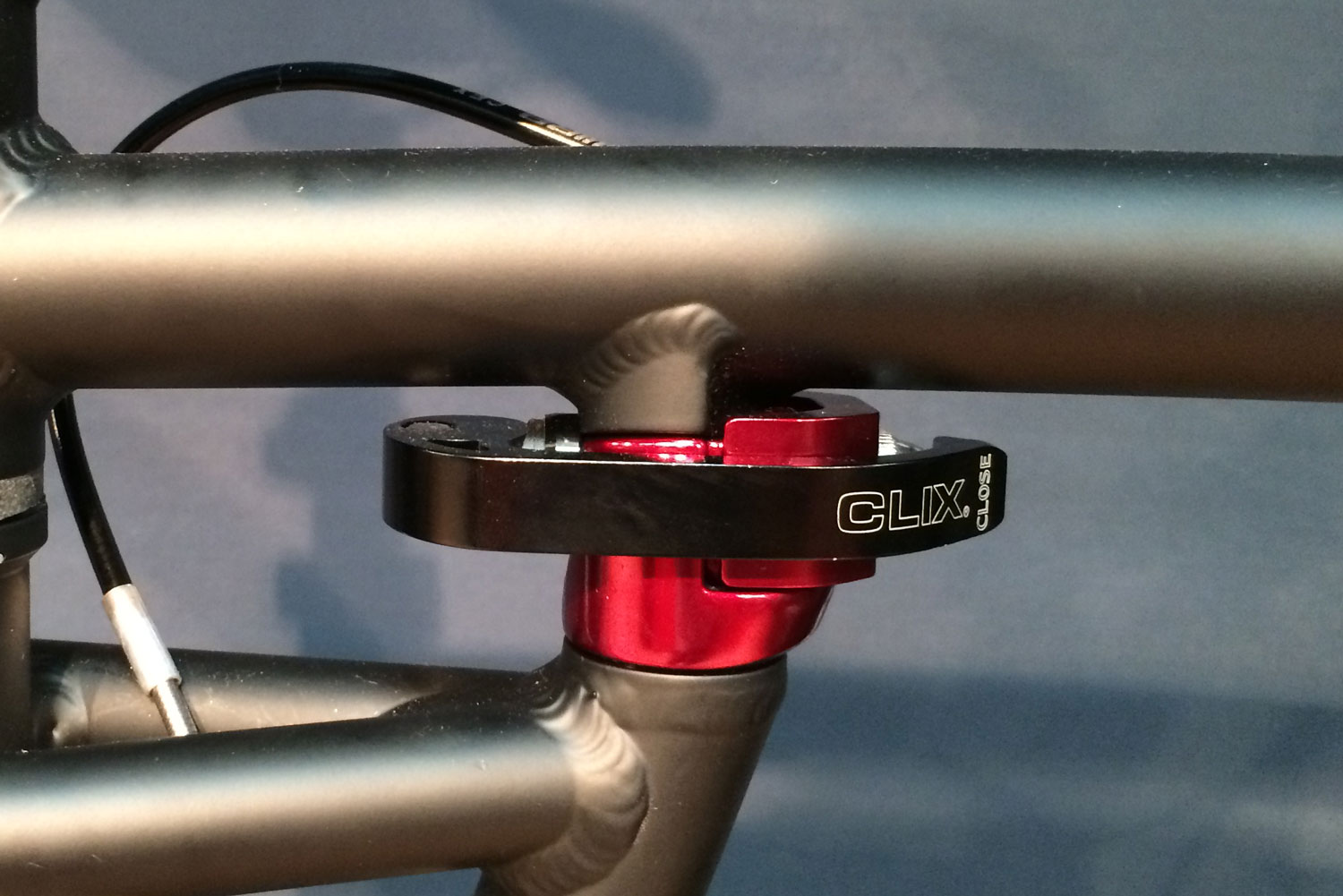
Detailaufnahme der Directconnect-Arretierung (seit 2016)